# بلطية العايمة (فلم)
بلطية العايمة (بالعربية الفصحى: بليطة العائمة) هو فيلم روائي مصري عرض في عام 2008.

## قصة الفيلم
يحكي الفيلم قصة تاجرة أسماك أرملة تدعى "بلطية"، تقوم بدورها عبلة كامل، تقاوم مخطط يقوده مجموعة من المستثمرين للاستيلاء على شاطئ المكس بالإسكندرية وطرد الصيادين منه.

## الممثلون
- عبلة كامل
- مي كساب
- إدوارد
- سامي العدل
- علاء مرسي
- ضياء الميرغني
- ضياء عبد الخالق
- سعيد طرابيك
- رجاء الجداوي
- شوقي شامخ
- نادية عزت
- مجدي صبحي
- ياسمين جمال

## روابط خارجية
- مقالات تستعمل روابط فنية بلا صلة مع ويكي بيانات